# Moraveč
Moraveč (en allemand : Morawetsch) est une commune du district de Pelhřimov, dans la région de Vysočina, en République tchèque. Sa population s'élevait à 198 habitants en 2020.

## Géographie
Moraveč se trouve à 11 km à l'ouest-sud-ouest de Pelhřimov, à 37 km à l'ouest de Jihlava et à 88 km au sud-est de Prague.
La commune est limitée par Zlátenka au nord, par Leskovice au nord-est, par Nová Cerekev à l'est et au sud-est, par Lidmaň au sud-ouest, et par Dobrá Voda u Pacova et Vysoká Lhota à l'ouest.

## Histoire
La première mention écrite de la localité date de 1379.

## Transports
Par la route, Moraveč se trouve à 13,3 km de Pelhřimov, à 44 km de Jihlava à 115 km de Prague.